# Yo Creek
Yo Creek är en fornlämning i Belize.   Den ligger i distriktet Orange Walk, i den norra delen av landet, 90 km norr om huvudstaden Belmopan. Yo Creek ligger 28 meter över havet.
Terrängen runt Yo Creek är platt. Närmaste större samhälle är Orange Walk, 7,4 km öster om Yo Creek.
Omgivningarna runt Yo Creek är en mosaik av jordbruksmark och naturlig växtlighet. Runt Yo Creek är det glesbefolkat, med 8 invånare per kvadratkilometer.